# Leucoptera
Leucoptera är ett släkte av fjärilar som beskrevs av Jacob Hübner 1825. Leucoptera ingår i underfamiljen puckelmalar och familjen rullvingemalar.

## Dottertaxa tillLeucoptera, i alfabetisk ordning[1][2]
- Leucoptera aceris
- Leucoptera acropta
- Leucoptera adenocarpella
- Leucoptera albella
- Leucoptera aldabrana
- Leucoptera aprutiella
- Leucoptera arethusa
- Leucoptera argodes
- Leucoptera argyroptera
- Leucoptera asbolopasta
- Leucoptera astragali
- Leucoptera auronivea
- Leucoptera autograpta
- Leucoptera brachyscia
- Leucoptera caffeina
- Leucoptera calycotomella
- Leucoptera chalcocycla
- Leucoptera chalcopleura
- Leucoptera chrysoxantha
- Leucoptera clerckella
- Leucoptera clerodendrella
- Leucoptera coma
- Leucoptera coronillae
- Leucoptera crobylistis
- Leucoptera cytisanthi
- Leucoptera cytisella
- Leucoptera cytisiphagella
- Leucoptera deficiens
- Leucoptera deltidias
- Leucoptera diasticha
- Leucoptera entemopa
- Leucoptera erebastra
- Leucoptera erythrinella
- Leucoptera euryphaea
- Leucoptera exantlia
- Leucoptera genistae
- Leucoptera guettardella
- Leucoptera heinrichi
- Leucoptera hemizona
- Leucoptera heringiella
- Leucoptera hexatoma
- Leucoptera hyperophrys
- Leucoptera iolithg
- Leucoptera laburnella, gullregnsmal
- Leucoptera lathyrifoliella, backvialspuckelmal
- Leucoptera lotella, svartspetsad puckelmal
- Leucoptera loxaula
- Leucoptera loxoclista
- Leucoptera lustratella, johannesörtspuckelmal
- Leucoptera malifoliella, apelpuckelmal
- Leucoptera melanolitha
- Leucoptera meyricki
- Leucoptera monostigma
- Leucoptera obelacma
- Leucoptera onobrychidella
- Leucoptera orobi, gökärtspuckelmal
- Leucoptera pachystimella
- Leucoptera panduris
- Leucoptera parinaricola
- Leucoptera periphracta
- Leucoptera phyllocytisi
- Leucoptera picrocosma
- Leucoptera plagiomitra
- Leucoptera psophocarpella
- Leucoptera puerariella
- Leucoptera pulchricola
- Leucoptera robiniella
- Leucoptera salicis
- Leucoptera scammatias
- Leucoptera scitella
- Leucoptera selenocycla
- Leucoptera sinuella, asppuckelmal
- Leucoptera sortita
- Leucoptera spartifoliella, harrispuckelmal
- Leucoptera sphenograpta
- Leucoptera strophidota
- Leucoptera substrigata
- Leucoptera susinella
- Leucoptera toxeres
- Leucoptera wailesella
- Leucoptera zanclaeella

## Bildgalleri

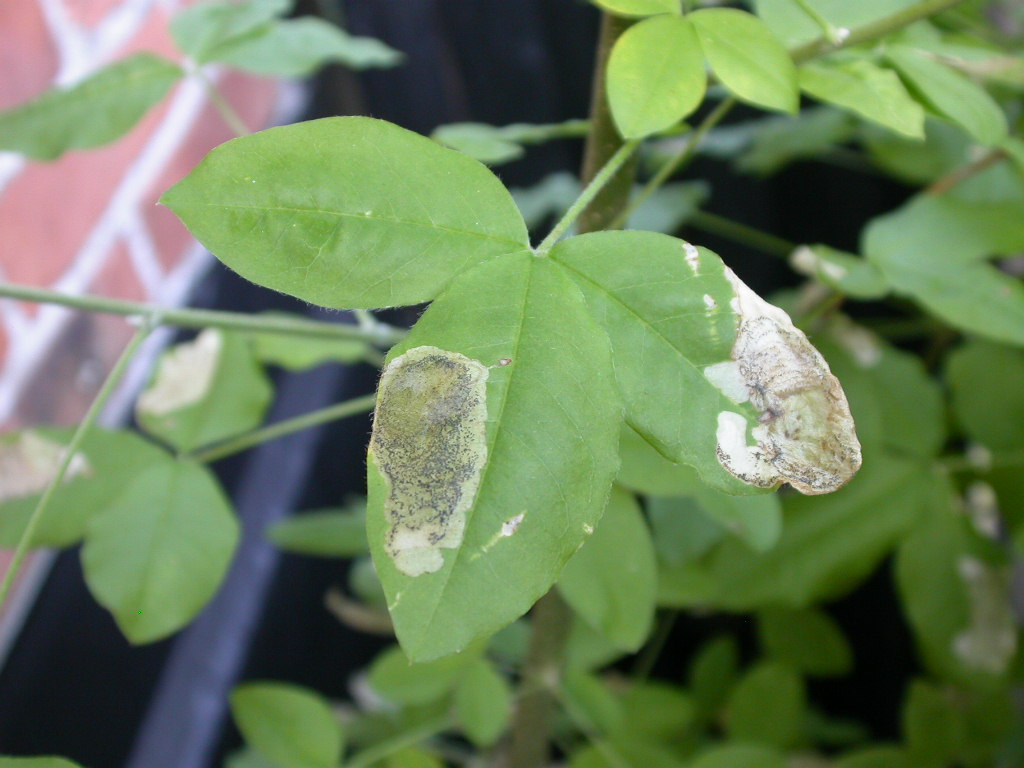
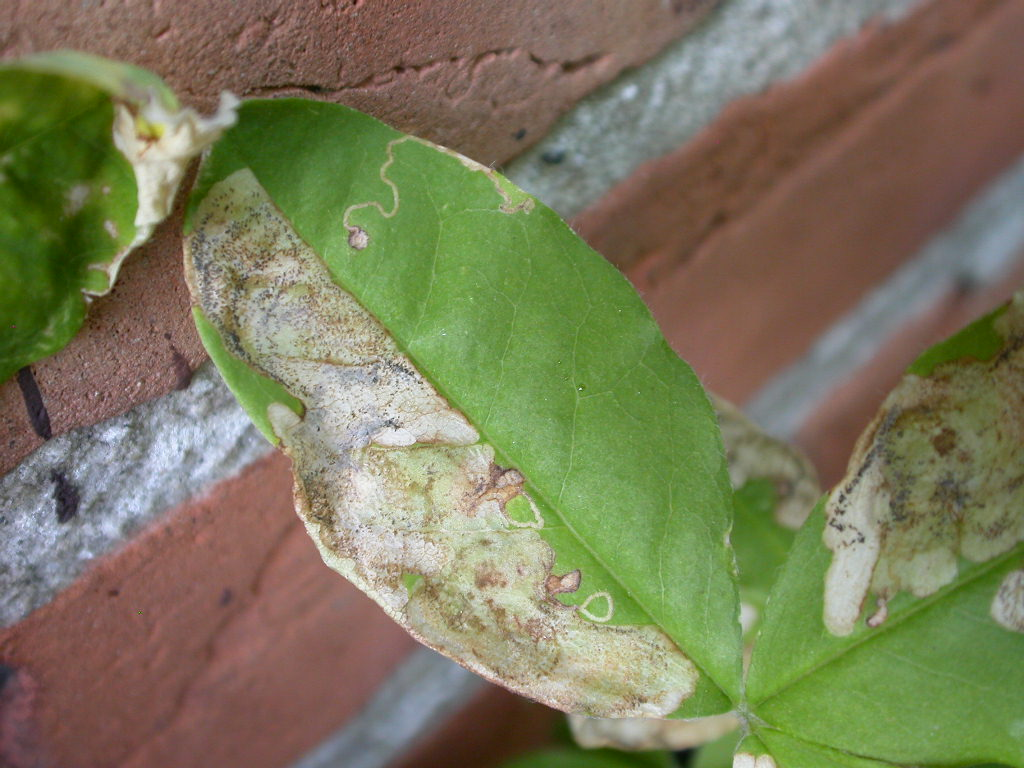
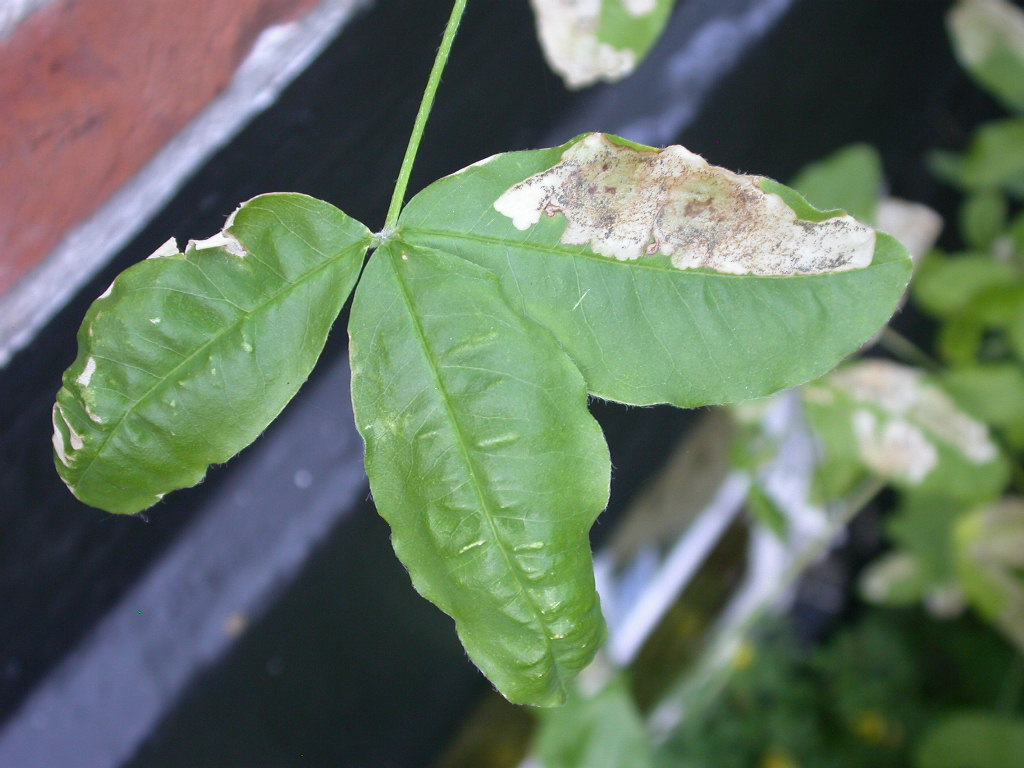
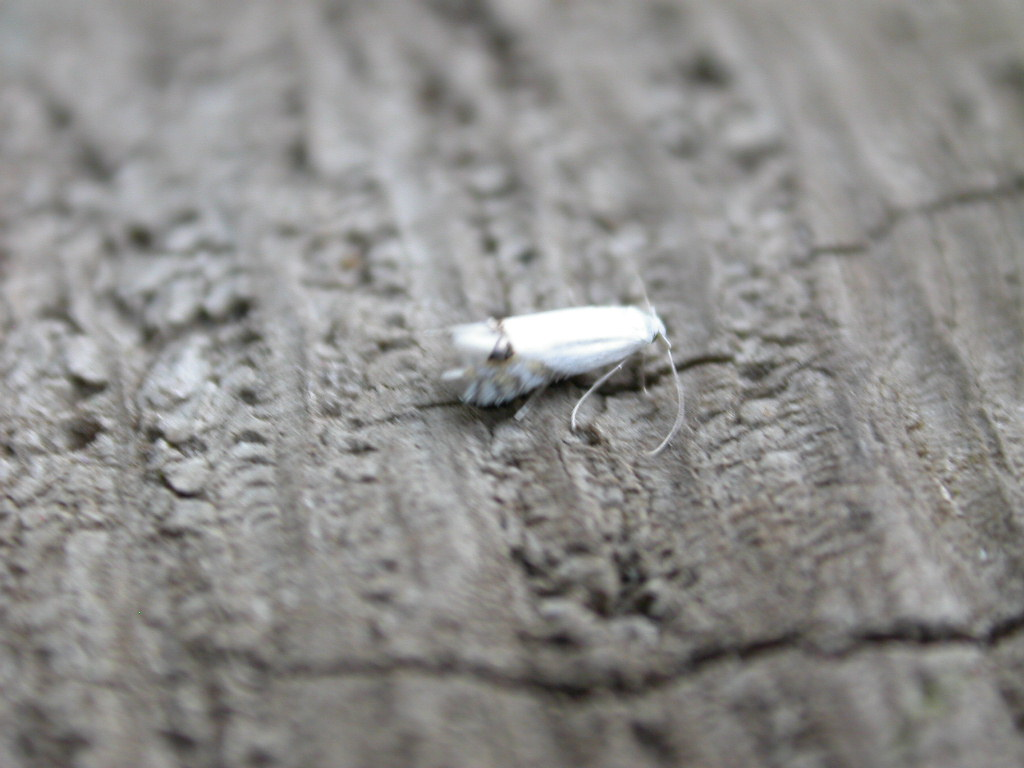
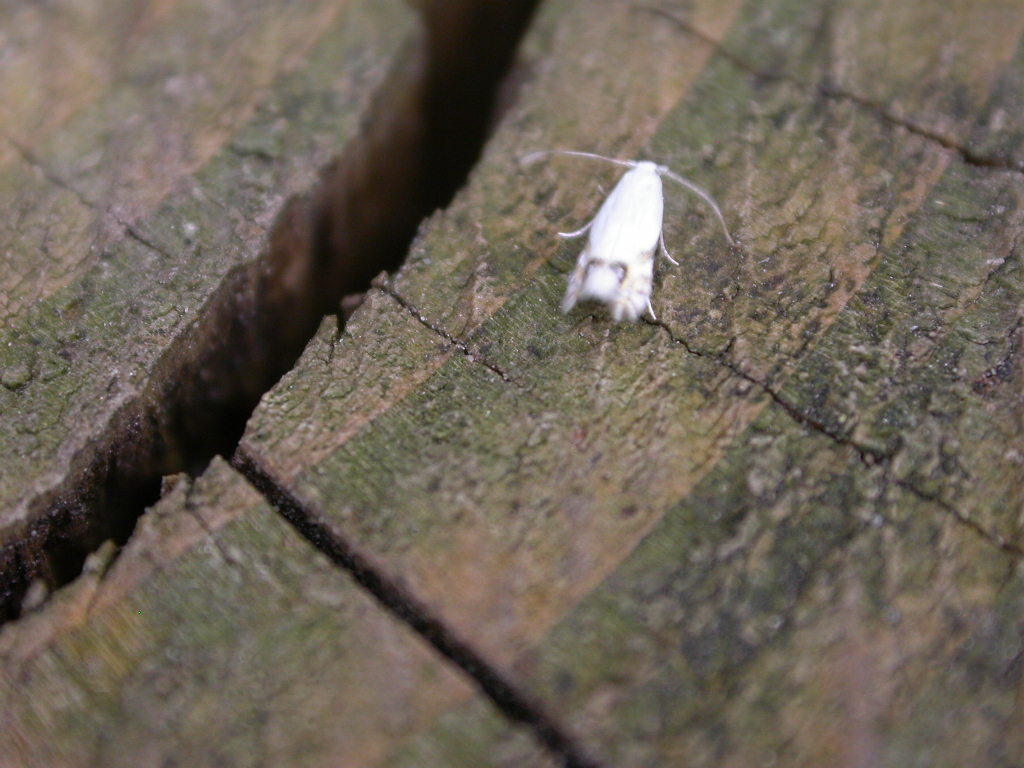
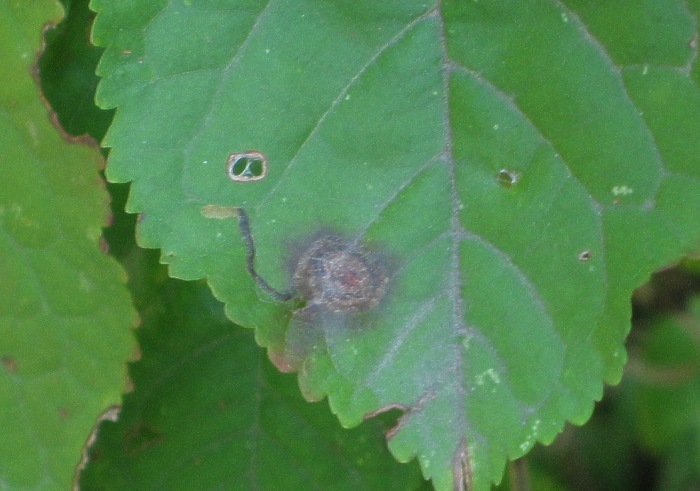